# Nieuwe PSI
De Nieuwe PSI (Italiaans: Nuovo PSI, NPSI), o Nieuwe Italiaanse socialistische partij, is een Italiaanse socialistische partij. De NPSI werd in 1994 opgericht nadat de door corruptieschandalen geplaagde Socialistische Partij van Italië werd opgeheven.
De NPSI ziet zichzelf als de 'ware' erfgenaam van de oude socialistische partij van Bettino Craxi, desondanks maakt de partij deel uit van het Huis van de Vrijheden, Silvio Berlusconi's alliantie van centrumrechtse partijen en maakt de NPSI met twee ministers deel uit van zijn regering.
De leden van de NPSI zijn de vroegere aanhangers van Bettino Craxi (gest. 2000), de populaire socialistische leider die van 1983 tot 1987 minister-president van Italië was geweest. Craxi raakte echter in het begin van de jaren '90 in opspraak en werd aangeklaagd op beschuldiging van corruptie. Veel van zijn aanhangers zagen het proces tegen hem als een politiek proces en een aanval op Craxi's persoon. Craxi's aanhangers vinden dat Berlusconi net als de vroegere socialistische partijbaas het slachtoffer is geworden van rode rechters die in hun ogen erop uit zijn om populaire politici te beschadigen. Craxi was een persoonlijke vriend van Berlusconi.
De huidige NPSI-leider, Gianni De Michelis, was minister van Buitenlandse Zaken in diverse regeringen (1989-1990) en was een naaste medewerker en vertrouweling van Craxi. Vittorio Craxi zoon van Bettino Craxi speelt een leidende rol binnen de NPSI. Hij werd in 2001 in de Italiaanse Kamer van Afgevaardigden gekozen.

## Europese verkiezingen
Bij de Europese verkiezingen van 2004 werden twee leden van de NPSI (die een alliantie was aangegaan met de Unità Socialista) in het Europees Parlement gekozen, te weten Gianni De Michelis en Alessandro Battilocchio.
De NPSI is niet aangesloten bij een Europese partij en zijn dus onafhankelijke leden van het Europees Parlement.

## Congres van oktober 2005 en de nasleep
Van 21 t/m 23 oktober 2005 werd in Rome een partijcongres gehouden van de NPSI met als doel de politieke lijn van de partij uit te stippelen en om eventueel uit de coalitie van het Huis van de Vrijheden van Berlusconi te stappen en aansluiting te zoeken bij Unie (de centrumlinkse coalitie van Prodi).
Tijdens het congres, waar de gemoederen hoog opliepen, bepleitte Vittorio Craxi de oprichting van een socialistische eenheidscoalitie met de Italiaanse Radicalen en de Italiaanse Democratische Socialisten. Partijleider De Michelis was echter voorstander van het voortzetten van de coalitie van het Huis van de Vrijheden.
De Michelis verkreeg de steun van Battilocchio en Chiara Moroni. De laatste is een dochter van een voormalige socialistische leider die in het begin van de jaren 90 zelfmoord had gepleegd tijdens het Mani Pulite schandaal. Voorts kreeg De Michelis de steun van minister Stefano Caldoro. Craxi verkreeg echter de steun van de twee andere parlementariërs van de NPSI en de machtige Calabriaanse leider Saverio Zavettieri.
De Michelis verklaarde echter dat hij het congres niet erkende, omdat zij nooit officieel was geopend. Craxi en de zijnen verlieten daarop direct de NPSI en richtten de nieuwe I Socialisti ("De Socialisten") op en sloot zich aan bij De Unie. Ofschoon Craxi zich had uitgesproken voor eenheidscoalitie met de Italiaanse Radicalen en de Italiaanse Democratische Socialisten (Rosa nel pugno), trok hij dit idee echter als snel in. I Socialisti vormt nu een zelfstandige partij binnen De Unie en het lijkt erop dat moeilijk wordt voor de nieuwe partij om zetels te veroveren bij de Italiaanse parlementsverkiezingen van 2006.
De NPSI van De Michelis staat er veel gunstiger voor. Hij is officieel bevestigd als nieuwe partijleider van de "rest" NPSI en heeft de rechtszaak gewonnen over het bestaande partijlogo. Daar komt bij dat L'Avanti, de machtige socialistische krant, wordt gecontroleerd door de NPSI.
De NPSI sloot op 12 januari 2006 een verkiezingsalliantie met de Nuova DC van Gianfranco Rotondi en Publio Fiori. Mogelijke uitbreiding van de verkiezingsalliantie met de Liberale Partij van Italië, de Republikeinse Partij van Italië en een deel van de Sociaaldemocratische Partij van Italië bleef uit. Bij de Italiaanse parlementsverkiezingen van 2006 (9 en 10 april) behaalde de alliantie 4 zetels.

## Verkiezingsuitslagen

### Parlementsverkiezingen
| Jaar | procenten   | zetels Kamer van Afgevaardigden | zetels Senaat |
| ---- | ----------- | ------------------------------- | ------------- |
| 2001 | 1,0%/-      | 3                               | 1             |
| 2006 | 0,75%/0,60% | 4                               | 1             |

### Europese verkiezingen
| Jaar | procenten | zetels |
| ---- | --------- | ------ |
| 2004 | 2,0%      | 2      |

## Congressen
- 1e Congres — Milaan, januari 2001
- 2e Congres — Rome, 15-16 december 2001
- 3e Congres — Rome, april 2003
- 4e Congres — Rome, 21-23 januari 2005
- 5e Congres¹ — Rome, 21-23 oktober 2005

¹Heeft volgens een gerechtelijke uitspraak (25 januari 2006) niet officieel plaatsgevonden.